# メリーちゃんと羊
『メリーちゃんと羊』（メリーちゃんとひつじ）は、竹田エリによる4コマ漫画作品。『週刊ヤングジャンプ』にて2004年から2007年まで連載。単行本は集英社から愛蔵版コミックスとして全6巻が刊行されている。

## 概要
動物を親に持つ小学生達の日常を描いた4コマ漫画。独特な世界観と「動物的本能」を利用した笑いが特徴のギャグ漫画である。

## 世界観
- 日本の関東地方が舞台。動物と人間が共存していることを除けば文化程度は現代並み。
- 隔世遺伝により、種族に関係なく一代毎に人間の子ができる（猫の場合、猫→人間→猫→人間……と代を重ね、別種と交配しない限り猫は人間、人間は猫しか産めない）。純粋な人間は登場しない。
- 生物は人間系、動物系、魚系、鳥系、虫系の5つに区分される。そのため、ヘビが動物系に入ったり、クラゲが魚系に入ったりする。
- どの生物も平等だが、生活環境の違いから「区別」されることはある。動物系も参政権をもっており、国会議員の半数は動物系である。会社経営をする動物系も多い。
- 動物系はあくまで「動物系」であり、「現実世界の動物」とはいろいろと相違点がある。まず大きな点はその体格。鯨であろうと蟻であろうと、人間とほぼ同じ大きさである。またフォルムも陸上での直立2足歩行生活に適した仕様になっている。例えば、菅原父（魚）のエラは原理不明ながら地上での呼吸が可能であるし、マイキー父（ライオン）の膝、踵の位置は4足歩行動物のそれとは若干異なる。校長先生（蛇）は舌でサムズアップし、牛系女性の乳房は腹部ではなく胸部についている。
- どの動物も社会人生活には支障がなさそうだが、特定条件下で野生に目覚めることがある。また、スーが狂犬病等の予防接種を受けていることから、種族特有の病気などは人間を通しても受け継がれる。
- 繁殖スタイルについて。成田先生がスーに「赤ちゃんはどうして生まれるの？」と聞かれて焦っていたことから、人間系は現実世界と同様に性行為によって妊娠し、動物系を出産する様子。また、行田先生が生まれた時、1匹だけであったことから親が昆虫の一族であっても人間が卵を産むわけではなさそうである。
- 種族が異なる人間系同士での結婚、出産は普通に行われている。その場合、増川家の例から、生まれてくる子供（動物）の姿は両親のどちらかの種族に固定されているようである。ただし、月花の父親が娘に「蝶との間に羽の生えたパンダを生め」などと言っていたり、メリーが「菅原君とマイキー君が結婚したら（男同士なので現実的には無理だが）マーライオンが生まれるのかな」と言っていた例もあり、詳細は不明である。
- 劇中では動物による異種間結婚のケースは少ないが存在するので、ある程度種的に近ければ性交から出産まで可能らしい。もっとも、溝口さんが菅原父に結婚をせがまれた際、「無理です。種族が違います」と断っていた例もあり、あまりにも生態的に離れた生物同士の出産は不可能なようである。
- 育児環境についても、モデルとなる動物の習性が影響する。したがって人間であっても、育った環境の違いから特異な習慣、能力をもっていることが多い。
- この世界には以上の説明に当てはまらない「野生種の動物」も存在する。それらについては知能も現実世界のそれと同程度になっている。

## 主な登場人物
種族名が斜体字で書かれている場合は人間。

### メインキャラクター
牧野 メリー（まきの メリー）
羊、女、小学四年生（以降特に記述の無い生徒も同じ）。
本作の主人公。みんなからは「メリーちゃん」と呼ばれている。大きな瞳とモコモコとした髪の毛が特徴。とてもお行儀がよく、近所の子供達を遊びにつれていくなど面倒見もよい。明るく朗らかだが、反面その場の空気を読まずに問題発言をすることも。普段は友達思いで、叔父さんにはちょっぴり甘えん坊なところもある。物事を間違って覚えているフシがあり、ごくまれにとんでもない天然ボケっぷりを披露する。最近調子に乗っていると面と向かって指摘されることがある。当初は比較的おとなしい感じだったが、物語が進むにつれて徐々にあわてんぼうになっていっており、たまにドジや失敗をするおっちょこちょいな面をもつ。最近、特徴的な髪を（マイキーや菅原に）無意味にいじられることが多い。
生まれて間もない頃に両親と死別したため、殆ど両親の記憶はないが、叔父さん御手製の布団と枕で眠ると不思議と亡き両親のぬくもりに浸った感覚に陥る（理由は布団と枕の中身の羊毛が亡き両親の「遺毛」であるため）。現在は父親の弟の家に住むという不幸な境遇だが、当人は別に不自由を感じていない。父親の迷惑を蒙るキャラクターが多い中、彼女だけは、家に家族がいる嬉しさを感じている。女の子らしく料理に挑戦することもあるが、その腕前は非常に下手で、自身の作ったケーキを食べて臨死体験をしたほどである。しかし、編み物は大の得意。同じクラスの菅原君のことが「将来結婚してもいい」くらい好きで、彼のことになるとキャラが変わることさえある。
最終話では叔父さんに彼女ができるかもしれないと喜ぶ反面、寂しさも感じてしまい涙ぐんでいた。
月花（ユエファ）
パンダと白熊の雑種、女、偽名を多数持つので苗字は一定していない。
メリーちゃんの親友。メリーちゃんと二人でいるシーンが多く、二人で事件に巻き込まれることが多々ある。中国出身であり、小3の時に転校してきた。しゃべり方、服装がコテコテの中華風だが、これは父親が日本移住の際に「日本人のイメージに合わせろ」と教え込んだためで、普通にしようと思えばいつでも出来る。また興奮するとしゃべり方が普通になることがある。父親の収入が安定していないため特に食生活で不遇を受けており、雑草しか与えられないこともままある。
ただし、母親のミーシャが帰って来てからはいくらか改善した模様で、点心を頬張る姿がよく見られるようになった。非常に複雑な家庭環境ではあるが、幸いにも健康でしっかりした人間に成長している。日中ロシア語がペラペラで、外国人の友人も多い。ツッコミ役に回ることが多いが、まれにボケた人物に過激な裁きを与えることがある。
菅原 治一（すがわら はるいち）
魚、男。
育ちの良さそうな外見と落ち着いた言動をしているが、基本的に無表情で他人に無関心。たまにマイキーのボケ（バカ）っぷりに、ツッコミを入れることも。メリーちゃんとは保育園で一緒だったが、メリーちゃん本人は覚えていなかった。何でもソツなくこなせる一方で、父親の存在が最大にして唯一の欠点。ゆえに全登場人物の中で最も家庭環境が悪いとされている。父親が卵料理しか作らず自分も料理が出来ないが、あまり問題だとは感じていない（というか、既に慣れてしまっている）。標準的なイマドキの子供で、父親に無関心だということもあって家では無言でゲーム機で遊んでいることが多い。成績は優秀で、小学生ながらAVという単語を知っているなどかなり博識である。かなりマイペースで冷静な性格だが、一応風邪はひく。
弁当はいつもイクラやキャビアなど魚の卵のみを持たされているため、マイキーの質素な弁当（白米のみ、食パンのみ）と半分ずつ交換して、イクラ丼やキャビア乗せパンなどにして食べる。
メリーちゃんの好意が自分に向いていることを知っているかのような様子を見せており、そうだと嬉しいな、と思っている。
マイキー
ライオン、男、本名マイキー・デカプリン（ただし作品内で苗字込みで紹介されたことはない）。
いわゆる「まっすぐバカ」で、深く考えることをしない。ただし家庭では父親が何もしないため、必然的に家事その他の面がしっかりとしている。世話をしてもらえていないためどことなく小汚く、年中同じ服装で過ごしている。ライオン特有のスパルタ教育（虐待とも）を受けて育っているためか身体能力が高く、スポーツについては水泳以外をオールマイティにこなす。その他、絵がかなり上手いという特技がある。母親とは定期的に（父親抜きで）会っているが、最近は父親も割り込んでくることが増えている。深く考えない性格ゆえ、誰もが躊躇する行為を思いきりよく実行することがあり、知らぬ間に地雷を踏んでいることも多い。上級生の溝口しおを、後先考えず「イルカ女」呼ばわりできるのも彼のみ。
物語の中では基本的にイジられキャラであるが、菅原治一と共にツッコミ役に回ることも多い。
スー・ブニル
犬、女。
厳格な家風で育った少女でクラスのまとめ役。体が丈夫で、攻撃力も高い。かなり頭が良いが、自分の考えに疑問を持たずに行動するため、状況の変化に弱い。また意味不明なことに全力を注いだり、さらりとおかしなことを言ったりすることも多く、根本は変な子のよう。ニッコリ笑って人が刺せるタイプ。今まで風邪をひいたことがないのに劣等感を持ち（バカは風邪をひかないから）一生懸命風邪をひくための修行をしたため、逆に本物の馬鹿であることを証明してしまう。親族にも狂犬病のまま放置されている子供やロボット犬に改造されたおじさんなど変な人が多い。犬の一族の特徴からか（帰巣本能以外の）各感覚が優れており、霊気を感知したり、世界観を乱す者をとっさに口封じたりすることがある。上品で物知りで冷静、と落ち着いた雰囲気を持つが、キレると暴力的で、自分を軽くからかったでんでんを瀕死の重症に陥らせたこともある。鋭い言動ながら毒舌家でもあり、成田先生に「あたしきれい？」と聞かれて「普通です」とキッパリ答えたことも。
父親の部下（＝マイキーの父）が働かないので、息子マイキーを虐待することで父の敵を取っている。親の上下関係を自分たち（マイキーと自分）に持ち込むこともあり。
溝口 しお（みぞぐち しお）
イルカ、女、小学6年生（6年人間系Bクラス）。
独占欲が強い少女でメリー達の上級生。母親が菅原の父にストーカーされている腹いせとして、治一を（加えてマイキーをも）子分扱いしている。関西人に憧れており、「ノリ」や「ボケ」などのお笑いに気を使う。そのあたりの変さからスーと意気投合することも多く、共に「メリー・治一間の恋に障害を作りたい」という目的で一時期は「プロジェクトS×S」という恋敵計画まで立てていた。
イルカに噛み付かれているような不思議な髪型が特徴で、物語中でもメリー達によく指摘される。またこの髪型はたとえ水に濡れても崩れることがなく、得意の水泳を披露したエピソードではイルカに手足が生えた異形の生物「イルカ以上のモノ」と形容された。
中学進学のために進学塾に通っているはいるが、将来の夢は学者や医者などではなく、同級生のストロベリーと共にお笑い芸人としてデビューすること。通っている「ワシダ塾」には彼女と同様、エビ、タコ、ウナギ、金魚を親に持つ髪型が魚介類の友人がおり、5人で「水産鮮隊 水民グ☆（すいさんせんたい・スイミング）」なるヒロインチームを一時的に結成したこともある。
単行本2巻、3巻の登場人物紹介では名前を「しおり」と誤記されていたが、4巻で「しお」に修正されている。またこのことは同じ巻に掲載されている第101話で、しおとストロベリーの会話ネタに絡めて告白されており、同時にタイトルとコマの隅で作者による謝罪がなされている。
ストロベリー
カピバラ、女、苗字未公開、小学6年生。
恋に恋するちょっぴりオマセな女の子。毎年バレンタインの時期になると、気になる相手（動物）にチョコを渡しては動物的習性で砕かれるといったやりとりが定番として描かれる。また「毛の生えたカバ」と間違われることがよくあり、こちらについても持ちネタの域に達している。エキサイトすると言葉遣いが荒くなる。
溝口しおとは同級生であり親友。しおからは「ベリー」という愛称で呼ばれ、共にコンビを組んでお笑い芸人への道を歩み始めている。溝口しおの本質を「ボケ」と見抜くなど、笑いに対する感覚は確かなものがある。
1回だけ「ラズベリー」というストロベリーによく似た人物の写真が描かれたが、関係があるのかは不明。
カメ吉（カメきち）
亀、男、苗字未公開。
動物クラスの生徒でありメリー達と同級生。4年生になって転校してきた。社会的地位のある立派な人物を両親にもつが、そのことと自分が「落ちこぼれのカメ」であることとのギャップに悩んでおり、内向的な性格に育ってしまった。思いつめるあまり自殺の衝動にかられることもしばしば。他人に突き飛ばされると不可抗力で転がっていってしまうが、この時の彼は（結果的に）すばらしい殺傷能力を誇る。「悩みが贅沢」ということで、かつて月花達との仲はあまり良くなかった。
本人は自身のクラス内でなかなか仲間にとけ込めないことを気に病んでいるが、作中ではメリー達を相手に数少ないツッコミ専門のポジションを確立しており、物語的に必要不可欠なキャラクターとなりつつある。また、溝口しおとストロベリーからは「お笑いに関して天性の才能を持つ」と高い評価を受けている。
雷公 田（らいこう でん）
ウサギ、性別不明。
メリー達の同級生。愛称は「でんでん」。カメ吉とは前の学校からの親友で、後を追うように転校してきた。本作の「人間以外の動物から人間が生まれる」という世界観に納得しておらず、常に着ぐるみを着ている。元々中性的な顔立ちの上、気分次第で着ぐるみのモチーフを替えるので性別は不明。トイレなども気分次第で男性用、女性用どちらにも入る。
水中仕様の着ぐるみを作ったり、トサカなどの細部の形状に拘ってアタッチメント化していたりと、その完成度はかなりのものである。また、着ぐるみのモチーフは動物のみにとどまらず、以前いた学校においては絵画や人体模型、トイレ等に変装することで七不思議伝説を作った。運動会においては、メカ（もはや着ぐるみを超越したレベル）を着用して参加している。本人曰く「もはや趣味」。
着ぐるみの頭部を外すと過呼吸になってしまうという設定が存在したが、いつしか自然消滅した。カメ吉がこれを指摘した所、「黙れこの先天性カメが」と一喝している。また、ウサギであることが明らかになるのは両親が登場する第106話のことで、それまでは種族不明だった。

### 家族
メリーのおじさん
羊、男、本名：牧野、名前未公開（マイキー父から「メーさん」と呼ばれたことはある）。
メリーの叔父。兄夫婦が不慮の事故によって他界したため、遺言の「いい感じになるまで」という条件で当時まだ赤ちゃんだったメリーの保護者となる。ハサミや包丁なども蹄で器用に使いこなす。10年近く男手ひとりで育児に専念していたためか、会社では家庭的な男性と評判の様子。メリー曰く「母親属性」。作中で一番の常識人とも言え、父兄の中では唯一まともな人物であり、基本的にはツッコミ役を担うが、たまにボケ役に回ることがある。例えば、メリーに母親がいないのを憂うあまり女装の趣味が芽生えたり（メイクが上手なのは勤め先が化粧品関係を扱っているため）、「毛皮を洗うのが面倒」という理由で全自動洗濯機に入って回転している姿が何度か描かれたりした。
羊の一族は自毛を使用した編み物を得意とするらしく、メリーが着る服飾の一部は彼が編み上げている（後にメリーから「おじさんの編む服はダサい」と言われた）。また、夏場にいたっては自身の毛皮を着脱が出来るように改造している。
独学でワインについて学んだらしく、「私の毛は白ワインで出来ている」との一家言を持っているとか。また料理にも多少のこだわりがあるらしい。
最終話では、会社の同僚であり同じ羊の緑原さんに好意がある様な態度を示していた。
爸々（バーバ）
パンダ、男、本名未公開。
月花の父。中国出身の中国人、娘の月花とともに「日本にかわゆさとマフマフ（毛皮の感触を表す、作者の造語）を提供するため」移住。アイドルやコアラなど世間で「かわゆい」とされているものに対して対抗心をもっている。もっぱら「かわゆさ」を押し売りして生計を立てているため、家計は逼迫している。漢方薬と称して娘に雑草のみの食事を与えたり、借金のカタに娘を売り飛ばそうとするほどの守銭奴。
一見すると酷い父親のようだが、ごくまれにエイプリルフールの座興として遊園地に連れて行くこともある。娘を侮辱されると激しく怒り出す面もあり、少しくらいは愛情がある。
かつては相当な悪事に手を染めたこともあるらしく、ICPOに「悪徳パンダ」として今もなお国際指名手配されているほど。間近でよく見ると、まるで人を殺したことのあるような恐ろしい目つきをしていることが分かる。また戸籍改ざんや国外逃亡の手引きなど、裏世界の事情には今でも通じているらしい。
なお、国際指名手配における爸々の懸賞金は30万$（76話）。
菅原父
魚、男、本名：菅原魚治（これはあくまで芸名で、本名は異なる可能性がある）。
菅原治一の父。やることなすこと全て奇行という根っからの異常者。球体を見ると見境無く欲情したり、息子に魚卵だけの弁当を持たせたりと、この人物が関わると必ず話が変な方向に進んでしまう。「体は大人でも心は子供」と揶揄されるほど行動は大人げない。息子の治一に対しては親子以上の危険極まりない愛情を注ぐ。
職業は俳優だがまったく売れておらず、現場ではほとんどパシリ同然の扱いしかされていない。ただしギャラが格安であるため、CMキャラクターや結婚式の司会などで起用されることは多い。
現在、溝口しおの母親にしつこく付きまとっているが、「自分がストーカーをしている」という自覚はもちろん、「自分が嫌われている」「イルカは魚ではない」ということも認識していない。実の妻には数年前に逃げられているが、これについても息子から指摘されるまで「外出中」であると思い込んでいた。同様にメリーのおじさんのことをも親友であると思い込んでいる。
若い頃は「引きこもり」だったらしく、当時の写真では体中に藻のようなもの（本人は体毛と主張）が生えていた。
全く自覚なしの奇行のおかげで散々な扱いをされてきた存在ではあるが、最終話ではメリーのおじさんに彼女ができるかもしれないと寂しがるメリーちゃんに暖かい助言を与えている。
マイキーの父ちゃん
ライオン、男、本名レオナルド・デカプリン。
マイキーの父。警察官ではあるが勤務態度、素行はすこぶる悪く、押収物などを横流ししたりしているほど。家で何もせずにゴロゴロしていたため、妻に追い出されてしまった。父子2人となった後も家事一切はマイキーにまかせっきりで、仕事をサボっては酒をあおって寝続けていることが多い。百獣の王のわりに弱く、よくブニル親子に殴られている。
当初は交番勤務をする姿が見られたが、最近では署内勤務をしている様子。また、人質・立て籠り事件などで現場指揮をとっていることが多い。なお、所属する警察署は「○○署」といった具合で明確にされていない。
本名は顔が茹で上がるほどカッコいいのだが、劇中この名前で呼ばれることはまれ。
ミーシャ
白熊、女、苗字未公開。
月花の母。夫とは既に離婚しているが、娘に会いに来て以来同居している。ロシア人で元KGB関係者。「白いパンダ」と偽って結婚したり、「知ると消される」レベルの情報を娘に簡単に話したりと変な面も多いが、夫よりはまとも。熊だけに魚を抱えた姿がばっちりとハマる。
夫と同様に経歴に謎が多く名前もころころ変わっていたらしい。旧ソ連の女スパイだった頃の通り名は「シベリアの白いヒナゲシ」。
溝口さん（みぞぐちさん）
イルカ、女、名前未公開。
しおの母親。夫とは死別しており、現在は女手一つで子育てをしている。普段から感情をあまり表に出さず（というか判りづらい）、やわらかい物腰であるが、ストーカーである菅原父に対しては容赦ない。一方その息子の治一には好感を持っており、父親があの魚でなければ継母になったり、娘婿にしても悪くないと思っている。ドルフィンキックや問答無用イルカ突きなど数々の必殺技を持っており、かつては相当の格闘経験を積んだことがうかがえる。本人曰く「（学生時代は）ヤンチャにおイタしていた」とのこと。
ブニル課長
犬、男、名前未公開。
スーの父親であり警察官。キャリアを思わせる熱心な仕事ぶりであるが、部下でもあるマイキーの父に手を焼いている。もっとも、マイキー父以外の部下も優秀とは言い難く、課長としての彼の気苦労は計り知れない。彼の過激な正義感と強烈なリーダーシップは、充分以上に娘のスーへと受け継がれている。
ちなみにメインキャラの父兄で夫婦家族ともに円満で庶民的なのはブニル家のみ。
くろんとしろん
ウサギ、両者とも性別不明、本名・雷公くろん、雷公しろん（らいこう-）
体色が黒い方が「くろん」で白い方が「しろん」。雷公田の両親であるが、どちらが夫で妻なのかは不明。性別について言及されることを極端に嫌う。両者とも気が小さく心配性で、ちょっとしたことですぐ死んで（数分で生き返るので実質卒倒のような状態）しまう奇妙な癖がある。またその際は「フォーッ！」「フゥーッ！」と独特の叫び声を発する。
職業はビルの管理人ということだが、実態はテナント料などを収入とするビル経営のよう。日々所有するビルを双眼鏡で眺めることを日課としている。100室以上の部屋がある豪邸に住んでおり、引っ越してきた理由は「前の家の近くのレンタルビデオ店に怖い映画のポスターが貼られているのが嫌だった」という非常に些細なもの。都心にも別邸を所有している。息子の着ぐるみに関して文句を言いに来た成田先生を、高級毛皮で買収してしまうなどの手腕も見せる。
引っ越しのきっかけになった映画ポスターのタイトルは「にゃおん」。

### 学校関係者
成田先生（なりたせんせい）
種族不明、女、名前未公開。
メリー達のクラスの担任。実は子供が嫌いらしい。顔・髪型は『私立T女子学園』に登場した「綿貫」と同じ。プライベートではギャル系のファッションで街を歩いたり、海でナンパ待ちをしていたりと、バブル期のOLのような時間をすごしている。回によって胸の大きさの描かれ方はまちまちだが少なくとも巨乳ではない。胸が小さいことと彼氏が出来ないことについてコンプレックスを抱えている。そのため、誰といわず（たとえ自分の受持つ学校の生徒であろうと）男と女が仲良くしているのは、許せない。普段は優しく頼りになる良き女教師だが、前者のことが絡むと、凶暴になる。
父兄に買収されたりキレた発言をしたりなど、突発的に異常行動をとることが多いが、他の先生達の言動にツッコミを入れることも多く、キャラクターの中では比較的常識人の部類に入る。
だが性格はややささくれ気味で、生徒に対しても情を持ち合わせないドライな発言をすることが多い。
教師という立場ながら、サラリと毒言を吐いては何事も無かったかのように取り繕う非情さと無関心さを併せ持つ。
高級宝石店で販売員として働く友人がいる。
ギョー田先生
バッタ、男、本名：行田 絹さや太郎（いくた きぬさやたろう）
メリー達の隣の動物クラスの担任。行く＝GOということで、自分のことを「GO田」と生徒に呼ばせようとしていたが、メリーが「行田」を「ぎょうだ」と読み間違えたきっかけで、「ギョー田」というあだ名が定着してしまった。本人は極めて不満な様子。
『仮面ライダー』のような正義の味方を目指しているが、この世界には特に悪がいないので、ただのイタイ人扱いされている。何事も「正義」と「悪」に分けたがる。昆虫なので6本足（2足歩行なので足2本手4本）だが、手は太く見せるために2本ずつまとめて1つの手袋に入れているため、あたかも4本足のように見える。
校長先生
蛇、女、本名：座間（ざま）ガラ子。
メリー達が通う学校の校長。生徒達とのスキンシップを重要視しているが、その様は公開処刑にしか見えない。淑女的な雰囲気を漂わせており、装飾品には気を使っている様子。乾燥する季節には脱皮することでスキンケアを施している。不慮の事態においてテンパったり、就業中にTVを見ていたりヒスを起こすこともあるが、教育に対する姿勢は熱心で、生徒達を心から愛している。正月太りをした際、ツチノコと間違えられたことがある。
教頭先生
ムカデ、男、本名：安藤（あんどう、名前未公開）。
メリー達が通う学校の教頭。校長先生と同じく生徒達とのスキンシップを図るのだが、その様は地獄の磔黙示録にしか見えない。物腰は柔らかく何故かオカマ口調。既婚者であり、奥さん（ムカデ）の下着選びに付き合うほどの良夫。ちなみに奥様の名前は「ナオミ」。
虫系であるにもかかわらず口髭を生やしているが、74話の「毛伸び薬」での効果から体毛であることは間違いないらしい。校長先生の睫も同様。この口髭に関しては、65話での「人間ヒゲ」の開発にあたって聞き取り調査を受けていたりする。

### ご近所さん
袈裟固 ひよ（けさがため ひよ）
カッコウ、女。
牧野家のお隣に越してきた3歳児。母親の名前は「けよ」。カッコウの本能から近所の牧野家や増川家を「托卵」と称してのっとろうとしている。鳥系特有の動体視力を持っており、球技で小学生と対等に渡り合ったこともある。母親思いで、将来はのっとった家でともに暮らすのが夢。今ではメリーやアメリアとよく遊んでおり、各家庭によく溶け込んでいる。
年齢の割には大人顔負けにちゃっかりとしているが、疲れたらどこでも寝てしまったり、急にホームシックにかかったりなど基本は標準的な3歳児である。
増川夫妻（ますかわ）
夫＝ウミウシ、妻＝アメフラシ、夫妻とも名前未公開。
牧野家とおなじマンションに住む若夫婦。物語には一人娘アメリアを授かるとともに初登場。近所付き合いをよくしており、メリーやひよが遊びに来ることも多い。ぽっちゃりとして穏やかな夫とは対照的に、妻のほうはタフで天気家。些細な（それでいて一部の女性には深刻な）理由で荒れる妻を夫が柔らかにツッコむといった構図が多く、とてもバランスがいい夫婦である。妻は驚いた顔が『SMH - 始末署の星』に登場するスケ番の怒った顔と同じになる。同系統のキャラクターらしい。なお、彼女の七代前にサメ系の先祖がいる。
増川 アメリア（ますかわ アメリア）
アメフラシ、女。
増川夫妻の間に生まれたアメフラシの赤ちゃん。成長が比較的早いようで、登場まもなくして謎の粘着物を分泌できるようになった。赤ん坊でありながらも、袈裟固ひよとほぼ互角の戦いを繰り広げたことがある。拳と拳で語り合った為か今ではひよと大のなかよしで、ともに悪戯をすることもしばしば。長らく「みゅっ」という声しか発さず、人間の言葉を話さない唯一の登場人物であったが、120話以降稚拙ながらもしゃべれるようになり、同時に立って歩けるようにもなった。その後、ドイツ語で書かれた本を読むなどの天才少女へと変貌を遂げた。

### その他の脇役（エキストラ、スポット登場など）
野辺留君（のべるくん）
種族不明、男、名前未公開。
人間クラス5年生。作文コンテストで全国一位になるほどの優秀な生徒。優秀であるが故か、校長&教頭のスキンシップ合戦の標的（公開処刑）になりがち。
気仙沼君（けせんぬまくん）
ニワトリ、男。
動物クラスの男子。マトリョーシカのような体型が特徴。セリフは少ないがちょこちょこと登場している。臨海学校ではふんどし姿を披露。立ち姿や歩く様は硬派な男を連想させる。
三村さんと鈴木さん（みむらさんとすずきさん）
猫、ともに女、名前未公開。
メリーたちの隣の動物系クラスのアイドル的存在。耳にリボンをつけている三毛が三村さんで、首にリボンを巻いている白毛が鈴木さん。共に語尾に「にゃ」がつく喋り方がチャームポイント。しかし、誰にも見られていないところではコギャル口調。加えて爪をといでいたりマタタビを吸ったりととてもワルっぽい。そんな表裏も含めてアイドル。一度だけ話題になったが、その後は背景にわずかに登場する程度の扱いになっている。
いぬくんとうさぎくん
順に犬、ウサギ、本名不明、ともに男
同一動物かどうかは不明だが、同じ姿の犬、ウサギがエキストラ然として作中頻繁に登場する。ちなみにいぬくんのほうは、実在の作者の飼い犬「茶実（ちゃみ）」に非常に似ている。ただし実際の茶実はメス。またメリーのおじさんの会社にも「いぬくん」がおり、おじさんのことを「先輩」と呼び慕っている。
九江 八重（ここのえ やえ）
豚、女、4年生
メリー達の隣の動物クラスに所属する豚系の女子生徒。よく各部位に「ロース」や「ばら」、「ヒレ」などの精肉用語を油性マジックで落書きされるといういたずら被害にあう。心に傷を負っていたようだが、115話では溝口しおの機転によって、落書きの前に「特上」と書くという形で「心のケア」を施された。
眠兎（みんと）
ウサギ、男、4年生
動物クラスに所属する男子生徒。人呼んで「走りの眠兎」。小学生陸上代表であり、本人曰く「“走り”には手を抜けない」性格。カメ吉との「ウサギとカメ対決」に始まり、運動会、マラソン大会で活躍している。また、溝口しおの奇行の巻き添えを食うことが多い。その奇行から、しおに対して異常と思われるほどの恋愛感情を抱くようになる（ストーカーに近い）が、相手にされていない。
フンころがしおじさん
フンコロガシ、男
ミートボール専門のレストランを経営する料理人。
当初はなかなかお客が集まらずに苦しんでいたが、後に努力が報われ、町の人気レストランとなる。だが、本人の心はあまり報われていない様子。
イメージ一新のために、アルバイトにウサギのアリスを雇うようになる。
リップちゃん
クリオネ、女、学年不明
天使のような姿の女子生徒。その愛らしい姿とは裏腹に、口腔を全開→捕食といった護身術を披露した。
ジャン君、ドン奈、ミナ子
クジャク、順に男、女、女
ジャン君とドン奈は恋人同士のようなのだが、ジャン君はミナ子に対しては大きく羽を広げるなど、無意識にクジャク特有の求愛行動を取っている。ジャン君はドン奈に対しては“君が一番だ”などと言っているが、まるで説得力がない。
コアラ
コアラ、男、名前未公開。
月花の爸々の宿命のライバル。41話に登場。初対面ではあったが以前から互いのことは意識していたらしい。このときの人気勝負は（判定基準が我々にはよく分からないが）コアラに軍配が挙がった。性格はきっと爸々と似たり寄ったり。妻はカモノハシ。
カムイ
羊、男、名前未公開（「カムイ」が苗字なのかどうかも不明）
メリーのおじさんの学生時代の同級生。体毛の色が黒いことを除けばおじさんそっくり。おじさんとは当時親友であった様子。牛系の女性と異種間恋愛しているらしい。わりと倹約家、というよりむしろ貧乏臭い。おじさんの同窓生はほかにネコ科の仲居、孔雀のザボー、タツノオトシゴの高倉などがいたようだが、直接の登場はない。
おばちゃん
人間、種族不明、女
メリーの母親の実家の近くに住んでいたことがあるただのおばちゃん。ある日ふと、人間の子供を育てたいと思い立ち、メリー達のもとに押しかける。後にご近所の回覧板において、見かけたらダッシュで逃げるように警告されるほどの注意人物として取り沙汰された。実在する作者の伯母がモデル。
大サンショウウオのおばあさん
オオサンショウウオ、女
牧野家、袈裟固家、増川家で夏休みに泊まりに行った別荘の管理人。
暗く、ジメジメしたところを好む習性があり、初登場時にはベッドの下から這いずって来た。
御堂くん（みどうくん）
人間、種族不明、男
警察官。ブニル課長の部下で、ガタイの大きい大阪出身の男性。
ノトリ
ハシビロコウ、男
駆け出し役者で、役者の先輩ということで、菅原父に演技指導を依頼した。
習性なのか、目前にエサがあると、真っ先に食い掛かってしまう癖があり、マイキーと菅原父が被害に遭ったことがある。
後に、役者として出世したらしく、主役の座を勝ち取るまでに成長を遂げた。
カブト虫のゲンゴロウ
ゲンゴロウ、男、本名：タメゴロウ
きのこが多種自生する山の所有者である虫系の老人。姿はゲンゴロウそのものであるが、なぜか頭部に立派なツノを持ち、自身もカブト虫を名乗る。きのこの王様「主（ぬし）キング」をひと目見たいと願い、生徒達にその採取を依頼した。ゲンゴロウ幼虫の姿をした孫がおり、その孫からはボケを指摘されている。
「主（ぬし）キング」は一文字違いで、カブトムシやクワガタが活躍するテレビゲーム「ムシキング」になる。
金珠（ジンジュー）
金絲猴、女、苗字不明
月花が中国にいた頃の友人でありライバル。月花とは親子共々張り合う仲だったらしい。中国での雪辱を果たすため来日し、月花とヘンテコな卓球勝負を繰り広げた。また、月花同様、普段の口調は標準語で喋れるようだが、月花に指摘され、何に対して気を使っているのか、コテコテの中華風日本語で喋るようになる。
ホトトギス
ホトトギス、名前不明
スーに対してメリー達がどんなイメージを持っているのかを考える場面にて登場した謎のホトトギス。
エレナ
白熊、女、苗字不明
ミーシャのロシアでの旧友アンナの娘。人見知りで無口。白熊系の少女であるが体毛が長い種。天然ボケの素質があり、無表情で月花にはたきツッコミされるスタイルにお笑いの王道がうかがえる。月花同様、国際色が強いキャラであったが、ファッションや言葉遣いは現代の女子と同じようにすることが可能で、メリーとスーは裏切りにあった印象を受ける場面がある。
銀子（ぎんこ）
キングペンギン、女、苗字不明
エレナのクラスメイトで、キングペンギンの雛。雛のため、体毛がうぶ毛となっており、見た目はキーウィそのもの。
エレナと仲が良いが、ツッコミの際は毒舌になったり、くちばしで突いたりと、容赦無い。
白物戦隊クールV（シロモノセンタイクールファイブ）
動物系クラスB系にいる、色モノな集団。
メンバーは、北極ギツネのバレッド、ゴマフアザラシの青山、オコジョのメグ・リーン、白鳥の大黄、白イルカの桃地、計5人。
地球温暖化防止をモットーに掲げる、良い集団でもある。
トリコ
エリマキシギ、男、学年及び苗字不明
治一の前に突如として現れた、自称求愛スペシャリスト。
彼の求愛講座を受けた者は、最初は嫌がって逃げ去ったものの、二度と戻っては来なかったとのこと。
シギ特有の求愛行動や、恋人を作るためのノウハウを治一に伝授しようとするものの、自身が精神的にも肉体的にもダメージを負うほどに失敗をしており、最終的にはしおによって傘の扱いにされている。
数子ちゃんと姫川くん（かずちゃんとひめかわくん）
魚、順に女、男
数子ちゃんはトラフグ系である。2人は付き合っているようだが、数子ちゃんは姫川君の愛を信じられずにいる。
矢沢（やざわ）
鳩、男
マイキーの草サッカーチームに新しく加わったメンバー。前のチームでは“ハットトリックの矢沢”と呼ばれていたらしい。
巣田くん（すだくん）
タコ、男、3年生
マイキーに、学校で一番頭が良いと思われていたタコの少年。
溝口さんの親戚のおじいさん
イルカ、男
僅かな期間の間、菅原家で居候をした、溝口さんの親戚筋の老人。結局、何者なのかよくわからない。
天海（あまみ）
ウサギ、男
眠兎の走りのライバル。体毛は黒色。
乳香さん（にゅうかさん）
セミ、女
スーがレポートしたセミの女性。本来セミは蝶にはならないのだが、彼女は見事に夜の蝶へと変貌を遂げる。
緑原さん（みどりはらさん）
羊、女
メリーのおじさんの同僚で、体毛がピンク色である。彼女に対して、メリー、増川夫、菅原父は大きな勘違いを起こしてしまう。

## 登場する場所、地名など
メリー達が暮らすマンション
名称不明
メリーとおじさんが住んでいる。おじさんがメリーを引き取るきっかけでイワク付きの物件を格安で購入。マンションと呼ばれてはいるが、その規模は3階建てと比較的小さい。メリーたち牧野家のほかには同じ2階に袈裟固家の母子、3階に増川夫妻&アメリアが暮らしている。
他の入居者については、1階に3匹の豚と人間系の母子、3階に猫の三宅さんが住んでいる（31話扉及び109話）。
メリーたちが通う学校
学校名未公開
苗字が一定しない外国からの移住者（＝月花）を受け入れていたり、「生臭い」という理由で魚貝系の生徒を強制的に1箇所に隔離するなど、管理体制については若干アバウト。学年、クラスを跨った合同授業や行事が描かれることが多く、情操教育に力をいれていることがうかがえる。基本的に一学年に人間系が2、3クラス、動物系は生態環境ごとに室温32℃の動物クラスA系、-2℃の動物系クラスB系、魚貝系クラスの3つに分かれている。なお、人間系のクラスも空調完備で24℃に保たれている。動物がいる事と各種動物用施設以外は、標準的な関東地方の小学校。
おじさんの会社
会社名未公開
メリーのおじさんが勤める会社。社長はネズミの出水（いずみ）幹夫。業種は美容関係を中心にマルチに展開しており、代表的な商品は各種化粧品、栄養剤、メブジュース、人間ヒゲなど。プロモーションビデオの製作も手がけており、プロモーション対象は自社製品のみならず、地方の村の観光促進なども手がけている。社員はほかに副社長:ジャネット・イエン（カメ）、専務：橋田レイド（人間、種族不明）、清掃員：毛茂野長明（けものちょうめい、ゴリラ）、一番キレイなOL：有森さん（ヤドクガエル）などがいる。
春きのこ山
人々が行楽に訪れる、自然の摂理に反した名物地。その名のとおり春にきのこが採れるので、きのこ狩り客で賑わう。キノコ採り名人のゴモリー爺さんと名乗るクラゲがいる。別名秋さくら山と呼ばれており、その名の通り秋に桜が咲くらしい。
93話でも山できのこ狩りをするエピソードがあるが、こちらは秋に描かれているので「春きのこ山」ではない。
いくら寿司
菅原父行きつけの寿司屋。とても威勢のいいサケの大将が営む。名前の通りネタはいくらしか置いておらず、まるで菅原父のためにあるかのような店。その後、サーモンも置くようになったが、文字通り寿司ネタにサーモンが追加されただけである。出前サービスもやっているらしい。また菅原父の行きつけは他に「かずのこ寿司」なる寿司屋が存在し、こちらはにしんの大将が営んでいるらしい。
キシャナハ遊園地
ジェットコースター、ちびっこタイヤ公園、アイドルショーなどさまざまなアトラクションがある遊園地。「るるべ」という雑誌の遊園地特集で紹介されていた。看板キャラクターは「メッキマウスとゲティちゃん」。お食事処として「フンコロガシおじさんの究極カレー」という店がある。

## 単行本
集英社 ヤングジャンプコミックス 愛蔵版
- 第1巻 :2004年 9月17日初版発行ISBN 4087820904
- 第2巻 :2005年 4月20日初版発行ISBN 4087820939
- 第3巻 :2005年 11月18日初版発行ISBN 4087821080
- 第4巻 :2006年 8月18日初版発行ISBN 408782148X
- 第5巻 :2007年 3月20日初版発行ISBN 4087821552
- 第6巻 :2007年 12月初版発行ISBN 4087821633